# قائمة رعايا البطريركية اللاتينية في القدس
البطريركية اللاتينية في القدس هي أبرشية تابعة لـ الكنيسة الرومانية الكاثوليكية. تضم البطريركية 64 أبرشية. تشمل البطريركية أراضي إسرائيلية (دون التوسع الإقليمي بعد عام 1967)، والأردن، والأراضي الفلسطينية، والأراضي التي تديرها إسرائيل في الضفة الغربية، وقبرص. (الجولان ليس جزءاً من البطريركية).

## توزيع الأبرشيات حسب المناطق
تم تصنيف الأبرشيات الـ 64 التي تضم 78000 كاثوليكي و85 كاهنًا أبرشيًا (اعتبارًا من عام 2010) وفقًا لأربع مناطق من الأبرشية. وهذه حسب الترتيب الأبجدي:
1. إسرائيل (باستثناء القدس)، والتي يتم تعيين نائب أسقفي لها في الناصرة.
2. القدس والاراضي الفلسطينية تخضع مباشرة لسلطة البطريرك.
3. الأردن تعيين نائب أسقفي في عمان.
4. قبرص، لنائب أسقفي في نيقوسيا.

تتبع الأماكن الرعوية والمكاتب الدينية تعليمات البطريركية اللاتينية.

## الأبرشيات والكنائس مع مباني الكنيسة والمصليات
| الموقع         | الإخلاص                                | اسم | ملحوظات | دولة                      |
| -------------- | -------------------------------------- | --- | --- | ------------------------- |
| بيت المقدس     | اسم يسوع                               | الكاتدرائية المشتركة لاسم يسوع الأقدس                                                                                               | تعتبر الكاتدرائية التي تم الانتهاء منها عام 1872 جزءًا من مجمع مباني البطريركية اللاتينية في البلدة القديمة.                                       | القدس والأراضي الفلسطينية |
| بيت المقدس     | المخلص                                 | دير القديس المخلص ذات برج أسود، على يمين أبراج وجملونات الكاتدرائية المشتركة التي تحمل اسم يسوع.                                    | تقع كنيسة سلفاتور في مجمع سان سلفاتوري في الحي المسيحي بالمدينة القديمة.                                                                          | القدس وفلسطين. استقلال    |
| بيت حنينا      | يعقوب الأكبر                           | كنيسة القديس جيمس | | القدس وفلسطين. استقلال    |
| بيت المقدس     | سلفاتور                                | كنيسة كلية تيرا سانكتا | قسيسية رعية القديس سلفاتور. | القدس وفلسطين. استقلال    |
| عكا            | يوحنا المعمدان                         | كنيسة. كنيسة يوحنا المعمدانية | | إسرائيل (باستثناء القدس)  |
| بئر السبع      | البطريرك إبراهيم                       | كنيسة القديس ابراهيم | هناك أيضًا مجتمع ناطق بالعبرية في القديس إبراهيم.                                                                                                  | إسرائيل (باستثناء القدس)  |
| كفر كنا        | المعجزة الأولى ليسوع                   | كنيسة الزفاف اللاتينية | بنيت في عام 1880. | إسرائيل (باستثناء القدس)  |
| إيلات          | القديس بولس رعية موسى والقديس إيليا    | كنيسة الثالوث | | إسرائيل (باستثناء القدس)  |
| حيفا           | يوسف الناصري                           | كنيسة يوسف | | إسرائيل (باستثناء القدس)  |
| يافا الناصرية  | يوحنا (رسول)                           | كنيسة القديس يوحنا الرسول | يافا الناصرية (يافة الناصره) تسمى بالعبرية يافعة (ينة).                                                                                           | إسرائيل (باستثناء القدس)  |
| ماتيه يهودا    | سيدتنا مريم فلسطين                     | كنيسة السيدة العذراء بدير رافات | الكنيسة جزء من دير دير رافات. | إسرائيل (باستثناء القدس)  |
| الناصرة        | البشارة الناصرة لرئيس الملائكة جبرائيل | كنيسة البشارة | الحفريات الأثرية والبناء 1955-1969، 23 تكريس مارز في عام 1969.                                                                                    | إسرائيل (باستثناء القدس)  |
| رامح           | أنطونيوس الكبير                        | | | إسرائيل (باستثناء القدس)  |
| الرملة         | نيقوديموس و يوسف الذي من الرامة        | كنيسة القديس نيقوديموس ويوسف | القداسة هي اللد | إسرائيل (باستثناء القدس)  |
| رينه           | يوسف العامل                            | كنيسة القديس يوسف العامل | | إسرائيل (باستثناء القدس)  |
| الشفاء عمرو    | يوسف الناصري                           | كنيسة القديس يوسف | | إسرائيل (باستثناء القدس)  |
| تل أبيب        | أنتوني البادواني                       | كنيسة الأنبا أنطونيوس، تل أبيب | تقع كنيسة القوطية في حي العجمي، جنوب مدينة يافا.                                                                                                  | إسرائيل (باستثناء القدس)  |
| تل أبيب        | سمعان بطرس                             | كنيسة بطرس، يافا | بالإضافة إلى الفرنسيسكان، يستخدم المجتمع الناطق بالعبرية كنيسة القديس بطرس. وتقع الكنيسة التي بنيت عام 1654 في منطقة يافا بالقرب من شاطئ البحيرة. | إسرائيل (باستثناء القدس)  |
| طبريا          | سمعان بطرس                             | الاتفاقية اللاتينية مع تمثال سيمون بيتر.                                                                                            | | إسرائيل (باستثناء القدس)  |
| برعم           | الأم الحزينة                           | كنيسة السيدة مريم للاحزان السبعة | | القدس وفلسطين. استقلال    |
| عين عريك       | البشارة                                | كنيسة البشارة بعين عريك | الكنيسة في عين عريك (عين عريك) تدار من القدس. | القدس وفلسطين. استقلال    |
| بيت جالا       | البشارة                                | كنيسة البشارة، بيت دشالا | | القدس وفلسطين. استقلال    |
| بيت ساحور      | سيدة فاطمة                             | كنيسة السيدة العذراء، بيت ساحور | | القدس وفلسطين. استقلال    |
| بيت لحم        | كاترين الإسكندرية                      | كنيسة القديسة كاترين ببيت لحم بها أعمدة النصب التذكاري للقديس جيروم                                                                 | | القدس وفلسطين. استقلال    |
| بير زيت        | مريم الحبل بلا دنس، بير زيت            | الحبل بلا دنس، بير زيت | | القدس وفلسطين. استقلال    |
| جنين           | المسيح المخلص                          | الكنيسة الفادي | وتتواجد الكنائس في برقين، وعقارات الاستنزاف، صباح الخير، دير غزالة، الشعلامة، كفر قد، المقيبلة ويعبد.                                             | القدس وفلسطين. استقلال    |
| دشيفنا         | يوسف الناصري                           | كنيسة يوسف، دشيفنا | he\| | القدس وفلسطين. استقلال    |
| غزة            | العائلة المقدسة                        | كنيسة العائلة المقدسة، غزة | | القدس وفلسطين. استقلال    |
| أريحا          | راعي صالح                              | كنيسة الراعي الصالح | بنيت في عام 1924 | القدس وفلسطين. استقلال    |
| نابلس          | المخلص في بئر يعقوب                    | كنيسة الفادي في بئر يعقوب | الرعية رفيديا بالعناية. توجد كنيسة في برقة (برقه).                                                                                                | القدس وفلسطين. استقلال    |
| رفيديا، نابلس  | الشهيد جاستن                           | كنيسة القديس جاستن | بنيت الكنيسة عام 1887. ومنذ عام 1966 سمعت رفيديا إلى نابلس. الكنائس في عزون (عزون) وطولكرم.                                                       | القدس وفلسطين. استقلال    |
| رام الله       | العائلة المقدسة                        | كنيسة العائلة المقدسة، رام الله | تأسست الرعية عام 1860. بنيت الكنيسة عام 1913. | القدس وفلسطين. استقلال    |
| الطيبة         | المسيح المخلص                          | كنيسة الفادي الطيبة | تم تكريسه عام 1971. مبنى بديل لكنيسة قديمة في الطيبة (الطيبة).                                                                                    | القدس وفلسطين. استقلال    |
| الزبابدة       | الزيارة (المسيحية)                     | كنيسة زيارة القديسة مريم | | القدس وفلسطين. استقلال    |
| الوريد والربة  | يوسف الناصري الوريد                    | كنيسة القديس يوسف | | الأردن                    |
| عجلون          | بولس (شاول) الطرسوسي                   | كنيسة القديس بولس | | الأردن                    |
| عمان           | يوسف الناصري                           | كنيسة يوسف، عمان | تقع الكنيسة في منطقة عمان دشابيل. | الأردن                    |
| عمان           | سيدة جبل الكرمل                        | كنيسة السيدة العذراء، عمان | تقع الرعية في منطقة دشابل الهاشمي. | الأردن                    |
| عمان           | فرانسيس دي سيلز                        | كنيسة القديس فرنسيس المبيعات | تقع الرعية في منطقة دشابيل حسين. | الأردن                    |
| عمان           | كنيسة سيدة البشارة، عمان               | كنيسة البشارة | تقع الرعية في منطقة دشابل اللويبدة | الأردن                    |
| عمان           | مريم أم الكنيسة                        | كنيسة القديسة مريم أم الكنيسة | تقع الرعية في ماركا (أيضًا حطين أو سريع)، وفي حي خرج من مخيم للاجئين الفلسطينيين.                                                                  | الأردن                    |
| عمان           | المسيح الملك                           | كنيسة المسيح الملك | تقع الرعية في منطقة المصدار | الأردن                    |
| عمان           | مريم الناصرة                           | الاتفاقية اللاتينية | موقع الخطبة موجود في الاتفاقية اللاتينية في منطقة الصويفية.                                                                                       | الأردن                    |
| عمان           | قلب يسوع الأقدس                        | كنيسة القلب المقدس | تقع الرعية في منطقة تلاع العلي. | الأردن                    |
| عمان           | ام زويتينة                             | الاتفاقية اللاتينية | موقع الخطبة موجود في الاتفاقية اللاتينية في منطقة أم زويتينة.                                                                                     | الأردن                    |
| عمان           | قلب يسوع الأقدس                        | المركز اليسوعي | الرعية باللغة الإنجليزية وتجتمع في المركز اليسوعي                                                                                                 | الأردن                    |
| عنجارة         | الزيارة                                | كنيسة السيدة العذراء بأندسشارا | و(اندشارة) في قضاء عجلون. القسيس هو لكوفريندشي.                                                                                                   | الأردن                    |
| العقبة         | النبي إلياس                            | كنيسة الياس، العقبة | | الأردن                    |
| الفحيص         | قلب مريم الطاهر                        | كنيسة القديسة مريم بالفحيص | الفحيص هو الموقع الوحيد الذي تسكنه أغلبية مسيحية في الأردن، حيث يسكنه حوالي 4000 كاثوليكي من بين 13000 نسمة.                                      | الأردن                    |
| الفحيص العلالي | سيدتنا مريم الرحمة                     | الاتفاقية اللاتينية | موقع الخطبة موجود في الاتفاقية اللاتينية في بلد.                                                                                                  | الأردن                    |
| حسن            | الحبل بلا دنس                          | كنيسة الحبل بلا دنس | الحصن، بالقرب من إربد (الحصن)، وصفه أولريش جاسبر سيتزن عام 1806 حيث أقام هناك.                                                                    | الأردن                    |
| اربد           | القديس جورج                            | كنيسة مارجرجس | القسيس هو لايدون | الأردن                    |
| الكرك          | سيدتنا مريم الوردية                    | كنيسة السيدة العذراء بالكرك | | الأردن                    |
| مادبا          | قطع رأس يوحنا المعمدان                 | كنيسة القديس يوحنا المعمدان بقطع الرأس                                                                                              | | الأردن                    |
| المفرق         | يوسف الناصري المفرق                    | كنيسة يوسف المفرق | | الأردن                    |
| معان           | جيمس الأقل                             | كنيسة جيمس، معان | معان يكتب إلى معان (د = معان). | الأردن                    |
| مرج الحمام     | قلب يسوع الأقدس                        | الاتفاقية اللاتينية | موقع الخطبة موجود في الاتفاقية اللاتينية. مرج الحمام (مرج الحمام) هو الحي السابع والعشرون في عمان الكبرى                                          | الأردن                    |
| ناعور          | قلب يسوع الأقدس                        | الاتفاقية اللاتينية، المشار إليها بالسهم الثاني من اليمين، على صورة بانورامية لناعور عام 1965.                                      | موقع الخطبة موجود في الاتفاقية اللاتينية. ناعور (ناعور هي المنطقة السادسة والعشرون الكبرى في عمان.                                                | الأردن                    |
| الرميمين       | الصليب المقدس، تمجيد الصليب المقدس     | الاتفاقية اللاتينية | موقع الخطبة موجود في الاتفاقية اللاتينية. الرميمين إحدى مناطق السلط                                                                               | الأردن                    |
| الرصيفة        | مريم أم الكنيسة                        | مريم أم كنيسة الرصيفة | | الأردن                    |
| صافوط          | تيريزا الأنديز                         | الاتفاقية اللاتينية | موقع الخطبة موجود في الاتفاقية اللاتينية. | الأردن                    |
| الملح          | انتقال العذراء                         | كنيسة صعود مريم العذراء بالسلط أعلى يمين الصورة.                                                                                    | السلط (السلط) هي الشقلبات القديمة (Σαlectτος) التي تعود إلى الوراء.                                                                               | الأردن                    |
| شطنا           | البشارة                                | الاتفاقية اللاتينية | موقع الخطبة موجود في الاتفاقية اللاتينية. | الأردن                    |
| سماكية         | ميخائيل (رئيس الملائكة)                | الاتفاقية اللاتينية | موقع الخطبة موجود في الاتفاقية اللاتينية. | الأردن                    |
| وحدينه         | النبي إلياس                            | كنيسة الياس بالوحدانية | | الأردن                    |
| الزرقاء الشمال | الرسل الاثني عشر                       | كنيسة الرسل الاثني عشر | | الأردن                    |
| الزرقاء جنوباً  | بيوس العاشر                            | كنيسة القديس بيوس | | الأردن                    |
| لارنكا         | سيدة الرحمة                            | كنيسة القديسة مريم، لارنكا. كنيسة ماري                                                                                              | توجد مؤسسة قسيسية في الدير الفرنسيسكاني في أيا نابا.                                                                                              | قبرص                      |
| ليماسول        | كاترين الإسكندرية                      | كنيسة القديسة كاترين | بنيت 1872-1879 | قبرص                      |
| نيقوسيا        | الصليب المقدس                          | كنيسة الصليب المقدس مع جدار شمال نيقوسيا                                                                                            | بنيت 1900-1902. وتقع الكنيسة في المنطقة العازلة والمدخل الرئيسي مسدود بالجدار. توجد مؤسسة دينية في شمال قبرص جيرني / كيرينيا.                     | قبرص                      |
| نيقوسيا        | الصليب المقدس                          | كنيسة كلية تيرا سانكتا | قسيسية رعية الصليب المقدس | قبرص                      |
| بافوس          | السيدة مريم كريسوبوليس                 | يُزعم أن كنيسة السيدة العذراء مريم في أوسكودار (باناجيا كريسوبوليتيسا) قد تم تقييدها وجلدها في كاتو بافوس، هنا مع بول بيلار، في بول. | توجد كنيسة في بوليس خريسوخوس. | قبرص                      |
| بوليس خريسوخوس | نيكولاس                                | كنيسة القديس نيكولاس | وتحل كاهنة بافوس ضيفة على الكنيسة الأرثوذكسية منذ عام 1992.                                                                                       | قبرص                      |

## روابط خارجية
- الصفحة الرئيسية الأبرشية قائمة الرعايا